# Молодая Беларусь
Молода́я Белару́сь (бел. Маладая Беларусь) — общенациональное движение в Белоруссии, которым руководит Артур Финькевич.

## История
Движение «Молодая Беларусь» было официально основано 28 сентября 2008 года, в день проведения парламентских выборов в Беларуси. Идея создания молодёжного движения принадлежит Артуру Финькевичу, бывшему политзаключённому и бывшему заместителю председателя «Молодого фронта». Название «Молодая Беларусь» впервые появилось в 2004 году. Это было название предвыборного блока, созданного перед парламентскими выборами в Беларуси. Артур Финькевич был тогда одним из лидеров вышеупомянутого предвыборного блока.

## Лидер
Лидером движения «Молодая Беларусь» с момента основания (28 сентября 2008 года) является Артур Финькевич. 10 июля 2010 года он был переизбран на Съезде движения в Минске.

## Целевая группа
Молодёжь в возрасте 16-35 лет, студенты высших учебных заведений, техникумов и профессиональных училищ, средних школ, а также рабочая молодёжь.

## Цель
Главной целью движения «Молодая Беларусь» являются объединение и воспитание социально-активной молодёжи на основе белорусского национальной идеи (языка, культуры, истории), построение гражданского общества на основе демократии и свободного рынка, содействие формированию всесторонне и гармонично развитого духовно и физически крепкого поколения, а также содействие в формировании отношений между людьми и в семье на основе принципов взаимного уважения.

## Платформа
Движение было создано с целью объединить политически и социально активных молодых людей разных взглядов. Политический спектр организации — консервативный, с чёткой ориентацией на национальные ценности.

## Деятельность за период с октября 2008—2012
Проведение серии уличных акций и пикетов, посвящённых жертвам политических репрессий в Беларуси, в Минске (акцию в память пропавшего экс-министра внутренних дел Юрия Захаренко, акция в память умершей правозащитницы Яны Поляковой) и в разных городах страны («Дней солидарности»), арт-выступление в день (10 декабря), когда была принята Всеобщая декларация прав человека, борьбы с насильственными военными призывами активистов, пикеты в знак протеста против фальсификации результатов референдум в Белоруссии (1996) году, вывешивание национальных бело-красно-белых флагов на крышах зданий на центральных улицах Минска и регионов, участие в массовых уличных акциях и демонстрациях, организованных белорусскими оппозиционными структурами (День Воли-2009, 2010, 2012, Чернобыльский шлях-2009-2012), проведение добровольных уличных акций, направленных на очистку территории города; флеш-моба «Не любишь режим, брось в меня!» 2 декабря 2009 года.
Движение «Молодая Беларусь» было одним из субъектов входящих в организационный комитет по подготовке белорусско-европейского форума в ноябре 2009 года, также было одним из субъектов, создававших «Беларускі незалежніцкі блок», который был создан 27 октября 2009 года; участником целого ряда местных демократических коалиций на региональном уровне.
Проведение общенациональной кампании «За независимую Беларусь!», направленной на популяризацию национальных символов (бело-красно-белого флага и герба « Погоня») и концепции независимости, как имеющей наиболее важное значение для страны и её народа. Кампания проводилась на протяжении 5 месяцев начиная с 3 ноября 2009 года и прошла в 40 городах Беларуси.
Создание общественной инициативы, на территории микрорайона Чижовка, цель которой — решение социальных проблем района. Под давлением инициативы местные власти в настоящий момент расширяют здание поликлиники в данном микрорайоне, также отремонтировали дороги и дворовые территории, также была улучшена инфраструктура микрорайона (2009—2010).
Участие в избирательной кампании выборы в местные Советы депутатов Республики Беларусь (2010): «Молодая Беларусь» выставила 38-м своих кандидатов, по официальным данным никто не выиграл (по неофициальным данным согласно социологическим опросам при «нормальном» подсчёте голосов депутатами стали бы минимум 2 члена движения «Молодая Беларусь»).
Участие в Парламентской кампании: в планах было выставить минимум 10 кандидатов от движения «Молодая Беларусь», однако в связи с непонятной ситуации вокруг выборов внутри оппозиции было принято решение сосредоточить свои усилия на 2 округах и выставить таким образом только 2-х своих кандидатов. В процессе сбора подписей активистами движения было собрано около 3.200 подписей избирателей, активисты пообщались с более чем 20.000 белорусов, но к сожалению, даже это не помешало властям не зарегистрировать по надуманным причинам обоих кандидатов от движения «Молодая Беларусь»;
Более 120 членов движения «Молодая Беларусь» вошли в инициативные группы кандидатов в Президенты РБ (2010) и собрали более 12.000 подписей в их поддержку, участвовали в распространении материалов, пикетах в поддержку кандидатов, встречах с избирателями;
86 активистов движения «Молодая Беларусь» наблюдали на избирательных участках за тем, как проходят Президентские выборы в Белоруссии (2010) года (и на одном участке именно благодаря действиям наших активистов был проведён тщательный подсчёт результатов, где по официальным данным Лукашенко проиграл);
Около 100 активистов движения «Молодая Беларусь» наблюдали на избирательных участках за тем, как проходят Парламентские выборы в Белоруссии (2012) года. Активистами движения было зафиксировано множество нарушений избирательного законодательства, по которым были поданы жалобы в ЦИК Беларуси, однако Центральная комиссия Республики Беларусь по выборам и проведению республиканских референдумов ни одну из них не удовлетворила;
Множество активистов движения участвовали в мирной демонстрации 19 декабря 2010 года, часть из них была задержана и осуждена на административные аресты;
В конце декабря 2011 года активистами движения «Молодая Беларусь» был издан календарь с вопросами к Александру Лукашенко, которые являются наиболее актуальными для всего белорусского общества. Календарь широко разошёлся в СМИ: о нём писали все независимые ресурсы в Беларуси, российские «Эхо Москвы», «Новая Газета» и другие (суммарное количество просмотров новостей о календаре в различных СМИ составила около 1 млн человек).

## Количество активистов
Активистов около 350 человек, списочных членов движения «Молодая Беларусь» более 1000 человек.

## Репрезентативность движения
В настоящий момент движение «Молодая Беларусь» представлено в следующих городах Беларуси: Минск, Витебск, Могилёв, Гомель, Брест, Гродно, Жодино, Полоцк, Новополоцк, Смолевичи, Мосты, Светлогорск,  Зельва, Ушачи, Щучин, Новогрудок, Волковыск, Орша, и др.